# Gambetto Quade
Il gambetto Quade (talvolta anche Quaade) è una apertura di gioco aperto degli scacchi caratterizzata dalle mosse:
1.e4 e5
2.f4 exf4
3.Cf3 g5
4.Cc3
Si tratta di un gambetto molto rischioso per il Bianco, ma se il Nero cade in una delle varie trappole che gli sono state tese, può dare ottimi risultati.

## Storia
L'apertura prende il nome dal capitano Quade, teorico degli scacchi olandese del XIX secolo, che propose la mossa 4.Cc3 nel gambetto di re nel 1882, ma questa continuazione era già stata utilizzata in precedenza un alcune partite. Il gambetto fu successivamente studiato dall'avvocato tedesco K. F. Schmid, che pubblicò un'analisi di questo principio sulla rivista di scacchi tedesca “Deutsche Schachzeitung”.
La teoria moderna considera il gambetto Quade come un'apertura debole per il Bianco, rispetto ad altre possibili continuazioni del gambetto di re rifiutato, come il gambetto Rosentreter e il gambetto Muzio, poiché se giocato in maniera corretta, il Nero non incontra alcuna difficoltà. Di conseguenza, questa apertura è rara nella pratica scacchistica moderna.

## Strategia
La risposta 4.Cc3 è una deviazione dalla più comune 4.h4, mossa utilizzata per sorprendere l'avversario e per creare partite molto dinamiche e violente. In questa posizione la valutazione dei motori scacchistici è sostanzialmente pari, anche se il Bianco ha sacrificato un pezzo. Il Nero ha svariate possibilità per la continuazione del gioco; di seguito sono elencate in base alla frequenza d'uso, come riportato dal sito Lichess.
- 4...g4

È la mossa più comune per il Nero, per attaccare direttamente il Cavallo. Il Bianco risponde con 5.Cd5, minacciando doppiamente il pedone in g4 sia con il Cavallo che con la Donna.  
Una alternativa per il Bianco è anche 5.Ab4, che traspone nel gambetto McDonnell.
- 4...Ag7

5.d4 d6 6.g3 Cc6! — con l'attacco del Nero
6.Ac4 h6 oppure 6.h4 h6 — Il Nero riduce il gioco a varianti vantaggiose dei gambetti Hanstein o Greco-Philidor.
5.h4 h6!
5.h4 g4 6.Cg1! — con vantaggio per il Bianco
- 4...d6

5.h4 g5 6.Cg5 f6 7.Ch3 Ah6!
- 4...Cc6

- 4...h6

- 4...c6

- 4...f6

- 4...Ab4